# Fighting for Our Lives
Fighting for Our Lives ist ein US-amerikanischer Dokumentarfilm aus dem Jahr 1975. Er handelt von dem Streik der United Farm Workers gegen die landwirtschaftlichen Betriebe Kaliforniens und deren Verträge mit der International Brotherhood of Teamsters im Jahr 1973.

## Inhalt
Die folgende Inhaltsangabe gibt den Film und damit auch dessen Aussagen wider. Da der Film von den UFW produziert wurde, ist Propaganda nicht auszuschließen.
Die kalifornischen Feldarbeiter hatten seit Jahren um eine eigene Gewerkschaft gekämpft. 1970 konnten die United Farm Workers eine Art Tarifvertrag mit den landschaftlichen Betrieben abschließen. Neben der Lohnfrage ging es darin unter anderem auch um die Verwendung von für die Feldarbeiter gefährlichen Giften und um die bis dahin übliche Kinderarbeit auf den Feldern. Der Vertrag lief bis April 1973. Doch Ende 1972 schloss die International Brotherhood of Teamsters, im Film allgemein „die Teamsters“ (Transportarbeiter) genannt, einen Fortsetzungsvertrag mit den Betrieben, der die Gifte und die Kinderarbeit nicht mehr enthielt. Außerdem wurden die Farmarbeiter aufgerufen, den Teamstern beizutreten. Kurz darauf wurde von kirchlichen Vertretern eine Umfrage unter den Farmarbeitern durchgeführt, die ergab, dass eine Mehrheit von etwa 80 % von der UFW, und der Rest zu etwa gleichen Teilen von den Teamsters oder von gar keiner Gewerkschaft vertreten werden wollte.
Dies führte zu der Situation zu Beginn des Films: Die UFW ruft zu einem Streik auf. Zunächst versuchen die Betriebe die Streikenden von ihren Feldern und von den Häusern der noch arbeitenden Feldarbeiter fernzuhalten. Bei den Feldern funktioniert das, Aufrufe per Mikrofon von außerhalb werden übertönt. Bei den Wohnungen ist das aber nicht möglich. Daher wenden sich die Pflanzer an Gerichte und fordern gewisse Abstände von den Feldern. Diese sind teilweise so groß, dass es nicht möglich ist, bei zwei benachbarten Feldern, zwischen denen eine Straße verläuft, den vorgeschriebenen Abstand von beiden gleichzeitig einzuhalten. Der Streik führt zu Massenverhaftungen, geht aber trotzdem weiter. Die meisten Verhafteten werden noch am gleichen Tag wieder freigelassen. Darauf wenden sich einige Betriebe an die Teamsters, die die Streikenden überall hin begleiten und dabei nicht mit Beleidigungen sparen. Es kommt auch zu verschiedenen Schubsern der Teamsters gegen Streikende. Die UFW bieten den Teamsters an, eine Wahl der Feldarbeiter zu organisieren. Sollte die Mehrheit für die Teamsters stimmen, würde sich die UFW sofort zurückziehen. Es folgen Zeitungsausschnitte, die besagen, dass Frank Fitzsimmons, der Leiter der Teamsters, eine solche Wahl kategorisch ablehnt. Auf den Feldern erscheinen neue Arbeiter, die von Vermittlern aus Mexiko geholt wurden. Diese Leute arbeiten, angetrieben von Armut, für viel weniger Geld. Zudem arbeiten auch wieder Kinder auf den Feldern. Die UFW spricht diese Leute an und kann auch welche auf ihre Seite ziehen, doch führt dies nur dazu, dass am nächsten Tag andere an deren Stelle geholt werden.
Bald werden die Teamsters brutaler. Laut Polizei wird ein Streikführer von Teamstern verfolgt. Sie lassen ihn zuerst nicht zu seinem Posten, schlagen ihn dann krankenhausreif und bedrohen ihn mit dem Tod. Zwei der Teamster werden deswegen verhaftet. Der Streik breitet sich aus, wird aber weiterhin überall unterdrückt. In fünf Counties werden 58 gerichtliche Beschlüsse gefasst, die zu 3538 Verhaftungen von Streikenden führen. Es kommt zu immer mehr brutalen Angriffen auf Streikende, nicht nur durch Teamsters, sondern auch durch die Polizei. César Chávez, der Leiter der UFW und ein Anhänger der Idee des passiven Widerstands, berichtet von Beispielen und zeigt sich dabei überaus stolz auf die Streikenden, die ohne physische Gewalt ausweichen und dann wieder an ihre Plätze zurückkehren. Dann kommt es zu zwei Toten. Nagi Daifullah wird von einem rassistischen Polizisten getötet. Juan de la Cruz, der schon seit den Anfängen zu den UFW gehört, wird während einer Arbeitspause aus einem vorbeifahrenden Auto erschossen. Für beide werden Trauerzüge veranstaltet, die im Film ausführlich gezeigt werden.
Kurz nach dem Tod der beiden endet die Erntezeit und damit auch der Streik. Die UFW ruft in sechzig größeren Städten der USA und Kanadas zum Verzicht auf Trauben aus Kalifornien auf, an denen Blut klebe. Insbesondere sollte auf die Weine der Firma Gallo verzichtet werden.

## Hintergrund
Die American Federation of Labor and Congress of Industrial Organizations, der Gewerkschaftsdachverband der USA betonten, dass sie die UFW unterstützen. Die International Brotherhood of Teamsters war die Gewerkschaft, durch die Jimmy Hoffa bekannt geworden war. Dessen Nachfolger Frank Fitzsimmons griff in die Verträge der UFW ein. Es hieß, das Ziel dabei sei gewesen, die UFW loszuwerden. Die Weinfirma, gegen die sich die Boykottaufrufe richteten, war die E. & J. Gallo Winery. Fast jede dritte Flasche Wein, die damals in den USA verkauft wurde, stammte von dieser Firma.
Fighting for Our Lives war das erste größere Projekt der Produktionsgesellschaft, die die UFW aufgebaut hatte, um ihre Ziele voranzutreiben. Der Titel des Films war ein Zitat von César Chávez, der kurz vor dem Beginn des Streiks in Coachella gesagt hatte „If we lose here, we lose our identity. We’re fighting for our lives.“ (etwa „Wenn wir hier verlieren, verlieren wir unsere Identität. Wir kämpfen um unser Leben“). Der Film wurde von April bis in den Herbst 1973 gedreht. Gemäß dem Abspann wurden sechs Lieder von Daniel Valdez & El Teatro Campesino sowie zwei von Joan Baez gesungen. Das Thumb Piano wurde von einem „Taj Majal“ gespielt, bei dem es sich um Taj Mahal handelt.
Fighting for Our Lives wurde am 16. April 1975 bei einer Gala in Los Angeles uraufgeführt. Die von Steve Allen geleitete Veranstaltung mit über 600 Gästen wurde durch Spenden vieler Prominenter finanziert, darunter Paul Newman, Paul Mazursky, Candice Bergen, Ed Asner, Lee Grant und Henry Fonda. Ansonsten wurde der Film hauptsächlich bei Fundraisingveranstaltungen von Gewerkschaften, in Colleges, sowie durch kirchliche und bürgerliche Gruppen gezeigt.
Es erschien auch eine 15 Minuten lange Kurzversion des Films unter dem Titel Why We Boycott.

## Rezeption

### Kritiken
Sam Kushner, der laut eigenen Angaben vom Streik 1973 für die Los Angeles Free Press berichtet hatte, bestätigte, dass der Film die Ereignisse akkurat darstelle. Pearcy habe die Essenz dieser Ereignisse eingefangen. Mit großen Gefühlen, schönen Farben und einem exzellenten Hintergrundkommentar rufe der Film die Gefühle derer zurück, die dabei waren. Ellen Hoffman hob ebenfalls die Gefühle hervor. Durch den Kommentar, die marschierenden Streikenden und die Musik werde der Zuschauer in die Handlung gezogen und könne den Ärger über die Teamsters und die Trauer über die Verletzten und Toten mitfühlen. Fighting for Our Lives sei ein hervorragender Dokumentarfilm. Frank Bardacke, der in seinem Buch die Ereignisse deutlich kritischer bewertete, schrieb, dass der Film nicht betrüge; er zeige reale Ereignisse und transportiere reale Gefühle. Doch berichte er selektiv. Er sei so angelegt, weil er etwas zeigen solle, das so nicht stimme: Dass die UFW eine überwältigende Mehrheit der Traubenpflücker hinter sich gehabt habe.
Curtis Marez beschäftigte sich in seinem Buch mit einem anderen Aspekt. Der Film kehre die vorherrschenden Verhältnisse dramatisch um, einfach indem er die Kamera auf die Plantagenbesitzer und die Polizisten richte. Diese seien es gewohnt gewesen, Farmarbeiter als Untergebene niederzustarren. Daher wirken sie von der Kamera unangenehm berührt und seien unsicher, wie sie darauf reagieren sollen.

### Auszeichnung
Glen Pearcy war mit Fighting for Our Lives 1976 in der Kategorie Bester Dokumentarfilm für einen Oscar nominiert.